# 아사드 보우압
아사드 부아브(Assaad Bouab, 1980년 7월 31일 ~ )는 프랑스와 모로코의 배우이다.
프랑스 오리야크에서 태어났다.

## 영화
- 알리 앤 니노 (2016년)
- 프랑스 대테러 (2015년)
- 퀸 오브 데저트 (2015년) - 쉐익 역
- 무법자 (2010년)
- 롤라 (2007년) - 잭 역
- 영광의 날들 (2006년)
- 세실 카사르, 17번 (2002년)